# Фрајкорпс Оберланд
Фрајкорпс Оберланд, позната још као Савез Оберланд или Друштво Фрајкора и Савез Оберланд, била је добровољна паравојна организација која се у првим годинама Вајмарске републике борила против комунистичких и пољских побуњеника. Фрајкорпс Оберланд је била успешна у бици код Анаберга 1921. године. Касније су постали језгро Штурмабтајлунга у Баварској, док се неколико чланова касније окренуло против нациста.
Фрајкорпс Оберланд је у априлу 1919. основао Рудолф фон Себотендорф, председник Друштва Туле. Мајор Алберт Ритер фон Бек (1870–1958) преузео је војну контролу овог друштва. Већина добровољаца дошла је из Баварске, па је стога изабран симбол Рунолиста.
У мају 1919. Фрајкорпс Оберланд се борио против Баварске Совјетске Републике. Групе из Фрајкорпса постале су 21. бригада Рајхсвера, која се 1920. борила у окупацији Рура. Сам Фрајкорпс је распуштен 21. октобра 1919. Међутим, сви чланови су отишли у организацију коју је предводио Георг Ешерих.
У Шлеским устанцима 1921. године Фрајкорпс је учествовао у освајању брда у Анабергу у Горњој Шлезији. Тамо су имали и своју пропагандну јединицу. Фрајкорпс је имао блиске везе са радикалним десничарским организацијама у Баварској. Убице Матијаса Ерцбергера, Хајнриха Тилесена и Хајнриха Шулца нису припадале само Организацији Конзул, већ и „Радничком комитету Оберланд“. Неки чланови Фрајкорпс Оберланд су вероватно били умешани у убиство политичара Карла Гарајса (1889-1921).

## Раздвајање
У лето 1922 . Фрајкорпс Оберланд се раздвојио због питања да ли Савез Оберланд треба да се интегрише у Савез Баварске и Царства. Грађанско крило је формирало Савез верности Оберланду, касније назван Савез Блихер, назван тако у част пруског фелдмаршала. Војно крило је предводио ветеринар Фридрих Вебер.
Године 1922. Савез Оберланд је имао неколико стотина чланова. До новембра 1923. у Баварској је било око 2000 чланова. Међу њима је било много студената, припадника слободних занимања, али и радника. Већина вођа били су млади бивши официри, који су у међувремену студирали. Већина чланова имала је између 20 и 30 година, уз неко искуство ратовања у Првом светском рату или у борбама у Баварској, Рурској области и Горњој Шлезији. Имали су довољно оружја, док је пуно њиховог оружја чувао и одржавао Рајхсвер.
Савез се непрекидно приближавао радикалним људима под Адолфом Хитлером и Ернстом Ремом. Заједно са "Одбрамбеним савезом царске заставе" и СА, Савез је јануара 1923. формирао "Раднички комитет за отаџбинску борбу". Септембра 1923. придружили су се Нацистичкој партији и другим националним организацијама "Немачког борбеног савеза". Од 25. септембра 1923, "Немачки борбени савез" је водио Адолф Хитлер.

## Пивнички пуч
Дана 8. новембра 1923 . Савез је активирао многе чланове за учешће у Пивничком пучу. Чланови Савеза, предвођени Лудвигом Естрајхером, узели су Јевреје као таоце.
Због учешћа у покушају државног удара Савез Оберланд је најпре забрањен у Баварској, а крајем 1923. и у целој Немачкој. Актом Густава Ритера фон Кара, Савез Оберланд је распуштен 9. новембра 1923. Вебер је истог дана послат у затвор и касније оптужен у Хитлеровом процесу, где је  осуђен на пет година затвора. Бивши чланови Савеза сарађивали су са екстремно десничарском терористичком организацијом Организација Конзул. Дана 9. јануара 1924. убили су вођу палатинског сепаратизма Франца Јозефа Хајнца.

## Поновно успостављање 1925
Након престанка забране, Савез Оберланд је поново успостављен фебруара 1925. године. До 1930. јака аустријска грана прихватила је вођство аустрофашисте Ернста Ридигера Штархемберга, чији је специфично аустријски бренд фашизма био у изразитом ривалству и контрадикцији са пан-немачким фашизмом Хитлера.

## Послератне активности
После рата, 1951. године, стари борци су се окупили око Ернста Хорадама. Неки аутори сматрају да су били екстремно десна организација. 2006. године, у Шлирзеу је одржана црквена служба у знак сећања на припаднике Фрајкорпса убијене 1921. године. Овај догађај је уредно пратила Државна канцеларија за заштиту устава. Од 2007. године комеморација је постајала све мање посећена.

## Чланови
- Фридрих Вебер (1892-1954), вођа групе, водећи ветеринарски хирург у Немачкој
- Рихард Араунер  (1902-1936), СС официр
- Карл Астел (1898-1945), нацистички еугеничар
- Елеонора Баур (1885-1981), СС официр у Концентрационом логору Дахау
- Алберт Ритер фон Бек, СС официр
- Курт Бенсон, СС официр
- Јозеф Дитрих (1892-1966), СС генерал
- Ханс Дорн, СС официр у Концентрационом логору Дахау
- Фриц Фишер (1908-1999), историчар и члан нацистичке партије
- Карл Гепхарт (1897-1948), СС официр у Концентрационом логору Равензбрик
- Франц Гутшмидл, посланик у Рајхстагу
- Вилхелм Харстер (1904-1991), СС официр
- Франц Хајлер (1900-1972), СС официр
- Рихард Хилдебрант, СС официр
- Хајнрих Химлер (1900-1945), Командант СС и Гестапоа
- Ханс Хинкел (1901-1960), СС официр и посланик у Рајхстагу
- Ернст Хорадам, високи официр Штурмабтајлунга
- Макс Хумпс, СС официр
- Фридрих Густав Јегер (1895-1944), официр и вођа отпора у завери од 20. јула
- Рудолф Јордан (1902-1988), високи официр Штурмабтајлунга
- Герхард Кригер (1908-1994), вођа студената
- Макс Лебше, лекар и противник нацистичког режима
- Емил Морис (1897-1972), СС официр
- Карл фон Оберкамп, вођа СС бригаде и генерал мајор у Вафен СС
- Лудвиг Естерајхер
- Барон Максимилијан ду Пре, шеф нацистичке прес слжбе у окупираној Пољској
- Хајнц Рајнефарт (1903-1979), високи официр СС и Вафен СС
- Артур Редл (1898-1945), високи официр СС и командант Концентрационог логора Грос-Розен
- Јозеф Ремер (1892-1944), правник, комуниста и члан покрета отпора
- Арнолд Руге, универзитетски професор
- Лудвиг Шмук официр Штурмабтајлунга
- Фриц фон Шолц (1896-1944), генерал Вафен СС
- Ернст Ридигер Штархемберг (1899-1956), аустрофашиста, па противник нацистичког режима
- Бодо Ухсе (1904-1963), писац, симпатизер нациста, потом комуниста
- Хилмар Векерле (1899-1941), СС официр и командант у Концентрационом логору Дахау